# Тон, Александр Андреевич
Александр Андре́евич Тон (1790—1858) — русский архитектор и график немецкого происхождения, статский советник, академик и заслуженный профессор архитектуры Императорской Академии художеств (1853). Брат архитекторов Константина и Андрея Тонов.

## Биография
Александр Тон родился в 1790 году в Санкт-Петербурге в семье обрусевшего немецкого ювелира, был старшим из трёх братьев, которые впоследствии все стали архитекторами.
Учился в Петришуле с 1799 по 1803 год. Поступил в Императорскую Академию художеств в 1803 году. После окончания Академии в 1810 году получил аттестат I-й степени и был определён к архитектору Василию Петровичу Стасову в Кабинет императрицы Елизаветы Алексеевны.
В 1817 году вступил в масонство в ложу «Избранного Михаила» в Петербурге, которой руководил граф Фёдор Толстой.
Был за границей в качестве пенсионера императора. В Париже работал в литографическом заведении Энгельмана. В 1830 году получил звание академика. В 1831 году был определён в Академию Художеств профессором архитектуры II-й степени и в этом же году после смерти архитектора Адама Менеласа назначен наблюдающим за строениями Царского Села.
В Царском Селе в 1837 году под руководством Александра Тона происходил ремонт в Александровском дворце. В 1840-х годах по его проектам и при участии Себастьяна Черфолио и Константина Макера переделывался ряд интерьеров этого дворца для Николая I и его семьи. В Екатерининском парке архитектором А. Тоном был произведен ремонт павильона Грот (1831), а в Александровском парке павильона Арсенал (1832).
28 ноября 1840 года профессор архитектуры Александр Тон, который в отсутствие своего брата архитектора Константина Тона распоряжался всеми работами по строительству Екатерининского собора в Царском Селе, был награждён бриллиантовым перстнем императором Николаем I, а его брат — табакеркой, украшенной бриллиантами.
В 1843 году произведен в профессора I-й степени. В 1853 году получил звание заслуженного профессора.
Александр Тон проектировал пьедестал для памятника Владимиру Великому в Киеве.
Похоронен на Смоленском православном кладбище (уч. 27, Андреевская дорожка).